# Interlands Iers voetbalelftal 2000-2009
Deze pagina toont een chronologisch en gedetailleerd overzicht van de interlands die het Iers voetbalelftal heeft gespeeld in de periode 2000 – 2009.

## Interlands

### 2000
|                                                        |                                                      |       |                              |                                                                              |
| 23 februari Vriendschappelijk № 352 «onderlinge duels» | Ierland                                              | 3 – 2 | Tsjechië                     | Lansdowne Road, Dublin Toeschouwers: 30.543 Scheidsrechter: Bruno Coué (FRA) |
| 23 februari Vriendschappelijk № 352 «onderlinge duels» | Karel Rada 16' (e.d.) Ian Harte 43' Robbie Keane 87' |       | 4' Jan Koller 35' Jan Koller | Lansdowne Road, Dublin Toeschouwers: 30.543 Scheidsrechter: Bruno Coué (FRA) |

|                                                     |         |                     |             |                                                                               |
| 26 april Vriendschappelijk № 353 «onderlinge duels» | Ierland | 0 – 1               | Griekenland | Lansdowne Road, Dublin Toeschouwers: 23.157 Scheidsrechter: Hugh Dallas (SCO) |
| 26 april Vriendschappelijk № 353 «onderlinge duels» |         | 17' Vassilios Lakis |             | Lansdowne Road, Dublin Toeschouwers: 23.157 Scheidsrechter: Hugh Dallas (SCO) |

|                                                   |                 |       |                                      |                                                                                       |
| 30 mei Vriendschappelijk № 354 «onderlinge duels» | Ierland         | 1 – 2 | Schotland                            | Lansdowne Road, Dublin Toeschouwers: 30.213 Scheidsrechter: Victor Melo Pereira (POR) |
| 30 mei Vriendschappelijk № 354 «onderlinge duels» | Mark Kennedy 2' |       | 16' Don Hutchison 29' Barry Ferguson | Lansdowne Road, Dublin Toeschouwers: 30.213 Scheidsrechter: Victor Melo Pereira (POR) |

|                                                   |                                       |       |                                     |                                                                               |
| 4 juni Vriendschappelijk № 355 «onderlinge duels» | Mexico                                | 2 – 2 | Ierland                             | Soldier Field, Chicago Toeschouwers: 36.469 Scheidsrechter: Kevin Stott (USA) |
| 4 juni Vriendschappelijk № 355 «onderlinge duels» | Daniel Osorno 38' Horacio Sánchez 54' |       | 60' Richard Dunne 72' Dominic Foley | Soldier Field, Chicago Toeschouwers: 36.469 Scheidsrechter: Kevin Stott (USA) |

|                                                   |                  |       |                   |                                                                                     |
| 6 juni Vriendschappelijk № 356 «onderlinge duels» | Verenigde Staten | 1 – 1 | Ierland           | Foxboro Stadium, Boston Toeschouwers: 16.319 Scheidsrechter: Benito Archundia (MEX) |
| 6 juni Vriendschappelijk № 356 «onderlinge duels» | Ante Razov 68'   |       | 31' Dominic Foley | Foxboro Stadium, Boston Toeschouwers: 16.319 Scheidsrechter: Benito Archundia (MEX) |

|                                                    |                       |       |                                     |                                                                                            |
| 12 juni Vriendschappelijk № 357 «onderlinge duels» | Zuid-Afrika           | 1 – 2 | Ierland                             | Giants Stadium, East Rutherford Toeschouwers: 45.008 Scheidsrechter: Rodrigo Badilla (CRC) |
| 12 juni Vriendschappelijk № 357 «onderlinge duels» | Benedict McCarthy 14' |       | 43' Stephen McPhail 69' Niall Quinn | Giants Stadium, East Rutherford Toeschouwers: 45.008 Scheidsrechter: Rodrigo Badilla (CRC) |

|                                                      |                                                |       |                                    |                                                                                    |
| 2 september WK-kwalificatie № 358 «onderlinge duels» | Nederland                                      | 2 – 2 | Ierland                            | Amsterdam Arena, Amsterdam Toeschouwers: 45.000 Scheidsrechter: Ľuboš Micheľ (SVK) |
| 2 september WK-kwalificatie № 358 «onderlinge duels» | Jeffrey Talan 71' Giovanni van Bronckhorst 84' |       | 21' Robbie Keane 65' Jason McAteer | Amsterdam Arena, Amsterdam Toeschouwers: 45.000 Scheidsrechter: Ľuboš Micheľ (SVK) |

|                                                    |                      |       |                  |                                                                                   |
| 7 oktober WK-kwalificatie № 359 «onderlinge duels» | Portugal             | 1 – 1 | Ierland          | Estádio da Luz, Lissabon Toeschouwers: 43.500 Scheidsrechter: Atanas Uzunov (BUL) |
| 7 oktober WK-kwalificatie № 359 «onderlinge duels» | Sérgio Conceição 57' |       | 72' Matt Holland | Estádio da Luz, Lissabon Toeschouwers: 43.500 Scheidsrechter: Atanas Uzunov (BUL) |

|                                                               |                                     |       |         |                                                                               |
| 11 oktober WK-kwalificatie № 360 «onderlinge duels» 19:30 uur | Ierland                             | 2 – 0 | Estland | Lansdowne Road, Dublin Toeschouwers: 34.962 Scheidsrechter: Terje Hauge (NOR) |
| 11 oktober WK-kwalificatie № 360 «onderlinge duels» 19:30 uur | Mark Kinsella 25' Richard Dunne 50' |       |         | Lansdowne Road, Dublin Toeschouwers: 34.962 Scheidsrechter: Terje Hauge (NOR) |

|                                                        |                                                       |       |         |                                                                               |
| 15 november Vriendschappelijk № 361 «onderlinge duels» | Ierland                                               | 3 – 0 | Finland | Lansdowne Road, Dublin Toeschouwers: 22.368 Scheidsrechter: Paul Durkin (ENG) |
| 15 november Vriendschappelijk № 361 «onderlinge duels» | Steve Finnan 14' Kevin Kilbane 85' Steve Staunton 90' |       |         | Lansdowne Road, Dublin Toeschouwers: 22.368 Scheidsrechter: Paul Durkin (ENG) |

### 2001
|                                                   |        |                                                                 |         | |
| 24 maart WK-kwalificatie № 362 «onderlinge duels» | Cyprus | 0 – 4                                                           | Ierland | Sport Club Pancyprian Stadion, Nicosia Toeschouwers: 8.854 Scheidsrechter: Frank De Bleeckere (BEL) |
| 24 maart WK-kwalificatie № 362 «onderlinge duels» |        | 33' Roy Keane 42' (pen.) Ian Harte 81' Gary Kelly 89' Roy Keane |         | Sport Club Pancyprian Stadion, Nicosia Toeschouwers: 8.854 Scheidsrechter: Frank De Bleeckere (BEL) |

|                                                   |         |                                                         |         |                                                                                 |
| 28 maart WK-kwalificatie № 363 «onderlinge duels» | Andorra | 0 – 3                                                   | Ierland | Mini Estadi, Barcelona Toeschouwers: 5.000 Scheidsrechter: Ihor Ishchenko (UKR) |
| 28 maart WK-kwalificatie № 363 «onderlinge duels» |         | 33' (pen.) Ian Harte 76' Kevin Kilbane 80' Matt Holland |         | Mini Estadi, Barcelona Toeschouwers: 5.000 Scheidsrechter: Ihor Ishchenko (UKR) |

|                                                   |                                                    |       |                   |                                                                                      |
| 25 april WK-kwalificatie № 364 «onderlinge duels» | Ierland                                            | 3 – 1 | Andorra           | Lansdowne Road, Dublin Toeschouwers: 34.000 Scheidsrechter: Kristinn Jakobsson (ISL) |
| 25 april WK-kwalificatie № 364 «onderlinge duels» | Kevin Kilbane 34' Mark Kinsella 36' Gary Breen 73' |       | 33' Ildefons Lima | Lansdowne Road, Dublin Toeschouwers: 34.000 Scheidsrechter: Kristinn Jakobsson (ISL) |

|                                                 |               |       |               |                                                                                    |
| 2 juni WK-kwalificatie № 365 «onderlinge duels» | Ierland       | 1 – 1 | Portugal      | Lansdowne Road, Dublin Toeschouwers: 35.000 Scheidsrechter: Knud Erik Fisker (DEN) |
| 2 juni WK-kwalificatie № 365 «onderlinge duels» | Roy Keane 68' |       | 79' Luís Figo | Lansdowne Road, Dublin Toeschouwers: 35.000 Scheidsrechter: Knud Erik Fisker (DEN) |

|                                                           |         |                                   |         |                                                                                   |
| 6 juni WK-kwalificatie № 366 «onderlinge duels» 18:00 uur | Estland | 0 – 2                             | Ierland | A. Le Coq Arena, Tallinn Toeschouwers: 9.300 Scheidsrechter: Marian Salomir (ROM) |
| 6 juni WK-kwalificatie № 366 «onderlinge duels» 18:00 uur |         | 8' Richard Dunne 39' Matt Holland |         | A. Le Coq Arena, Tallinn Toeschouwers: 9.300 Scheidsrechter: Marian Salomir (ROM) |

|                                                        |                                      |       |                                             |                                                                                      |
| 15 augustus Vriendschappelijk № 367 «onderlinge duels» | Ierland                              | 2 – 2 | Kroatië                                     | Lansdowne Road, Dublin Toeschouwers: 27.000 Scheidsrechter: Andreas Schluchter (SUI) |
| 15 augustus Vriendschappelijk № 367 «onderlinge duels» | Damien Duff 21' Clinton Morrison 78' |       | 80' Davor Vugrinec 90+2' (pen.) Davor Šuker | Lansdowne Road, Dublin Toeschouwers: 27.000 Scheidsrechter: Andreas Schluchter (SUI) |

|                                                      |                   |       |           |                                                                                |
| 1 september WK-kwalificatie № 368 «onderlinge duels» | Ierland           | 1 – 0 | Nederland | Lansdowne Road, Dublin Toeschouwers: 35.400 Scheidsrechter: Hellmut Krug (GER) |
| 1 september WK-kwalificatie № 368 «onderlinge duels» | Jason McAteer 68' |       |           | Lansdowne Road, Dublin Toeschouwers: 35.400 Scheidsrechter: Hellmut Krug (GER) |

|                                                    |                                                               |       |        |                                                                                   |
| 6 oktober WK-kwalificatie № 369 «onderlinge duels» | Ierland                                                       | 4 – 0 | Cyprus | Lansdowne Road, Dublin Toeschouwers: 30.000 Scheidsrechter: Juan Ansuátegui (ESP) |
| 6 oktober WK-kwalificatie № 369 «onderlinge duels» | Ian Harte 3' Niall Quinn 11' David Connolly 63' Roy Keane 67' |       |        | Lansdowne Road, Dublin Toeschouwers: 30.000 Scheidsrechter: Juan Ansuátegui (ESP) |

|                                                                |                                       |       |      |                                                                                   |
| 10 november WK-kwalificatie Play-offs № 370 «onderlinge duels» | Ierland                               | 2 – 0 | Iran | Lansdowne Road, Dublin Toeschouwers: 36.538 Scheidsrechter: Antônio Pereira (BRA) |
| 10 november WK-kwalificatie Play-offs № 370 «onderlinge duels» | Ian Harte 43' (pen.) Robbie Keane 49' |       |      | Lansdowne Road, Dublin Toeschouwers: 36.538 Scheidsrechter: Antônio Pereira (BRA) |

|                                                                |                        |       |         |                                                                                  |
| 15 november WK-kwalificatie Play-offs № 371 «onderlinge duels» | Iran                   | 1 – 0 | Ierland | Azadi Stadion, Teheran Toeschouwers: 95.000 Scheidsrechter: William Mattus (CRC) |
| 15 november WK-kwalificatie Play-offs № 371 «onderlinge duels» | Yahya Golmohammadi 90' |       |         | Azadi Stadion, Teheran Toeschouwers: 95.000 Scheidsrechter: William Mattus (CRC) |

### 2002
|                                                                  |                                 |       |         |                                                                                    |
| 13 februari Vriendschappelijk № 372 «onderlinge duels» 17:00 uur | Ierland                         | 2 – 0 | Rusland | Lansdowne Road, Dublin Toeschouwers: 42.500 Scheidsrechter: Dermot Gallagher (ENG) |
| 13 februari Vriendschappelijk № 372 «onderlinge duels» 17:00 uur | Steven Reid 3' Robbie Keane 20' |       |         | Lansdowne Road, Dublin Toeschouwers: 42.500 Scheidsrechter: Dermot Gallagher (ENG) |

|                                                     |                                                     |       |            |                                                                                |
| 27 maart Vriendschappelijk № 373 «onderlinge duels» | Ierland                                             | 3 – 0 | Denemarken | Lansdowne Road, Dublin Toeschouwers: 42.000 Scheidsrechter: Brian Lawlor (WAL) |
| 27 maart Vriendschappelijk № 373 «onderlinge duels» | Ian Harte 19' Robbie Keane 54' Clinton Morrison 90' |       |            | Lansdowne Road, Dublin Toeschouwers: 42.000 Scheidsrechter: Brian Lawlor (WAL) |

|                                                     |                                   |       |                  |                                                                                  |
| 17 april Vriendschappelijk № 374 «onderlinge duels» | Ierland                           | 2 – 1 | Verenigde Staten | Lansdowne Road, Dublin Toeschouwers: 39.000 Scheidsrechter: Philippe Leuba (SUI) |
| 17 april Vriendschappelijk № 374 «onderlinge duels» | Mark Kinsella 6' Gary Doherty 83' |       | 34' Eddie Pope   | Lansdowne Road, Dublin Toeschouwers: 39.000 Scheidsrechter: Philippe Leuba (SUI) |

|                                                   |                 |       |                                         |                                                                                   |
| 16 mei Vriendschappelijk № 375 «onderlinge duels» | Ierland         | 1 – 2 | Nigeria                                 | Lansdowne Road, Dublin Toeschouwers: 42.652 Scheidsrechter: António Almeida (POR) |
| 16 mei Vriendschappelijk № 375 «onderlinge duels» | Steven Reid 68' |       | 13' Julius Aghahowa 46' Efetobore Sodje | Lansdowne Road, Dublin Toeschouwers: 42.652 Scheidsrechter: António Almeida (POR) |

| WK voetbal 2002 |
| --------------- |

|                                                      |                   |       |                  |                                                                                            |
| 1 juni WK-eindronde Groep E № 376 «onderlinge duels» | Kameroen          | 1 – 1 | Ierland          | Niigata Stadium Big Swan, Niigata Toeschouwers: 33.679 Scheidsrechter: Toru Kamikawa (JPN) |
| 1 juni WK-eindronde Groep E № 376 «onderlinge duels» | Patrick Mboma 39' |       | 52' Matt Holland | Niigata Stadium Big Swan, Niigata Toeschouwers: 33.679 Scheidsrechter: Toru Kamikawa (JPN) |

|                                                      |                    |       |                    |                                                                                        |
| 5 juni WK-eindronde Groep E № 377 «onderlinge duels» | Duitsland          | 1 – 1 | Ierland            | Kashima Stadion, Kashima Toeschouwers: 35.854 Scheidsrechter: Kim Milton Nielsen (DEN) |
| 5 juni WK-eindronde Groep E № 377 «onderlinge duels» | Miroslav Klose 19' |       | 90+1' Robbie Keane | Kashima Stadion, Kashima Toeschouwers: 35.854 Scheidsrechter: Kim Milton Nielsen (DEN) |

|                                                       |               |                                                |         |                                                                                  |
| 11 juni WK-eindronde Groep E № 378 «onderlinge duels» | Saoedi-Arabië | 0 – 3                                          | Ierland | Nissan Stadion, Yokohama Toeschouwers: 65.320 Scheidsrechter: Falla N'Doye (SEN) |
| 11 juni WK-eindronde Groep E № 378 «onderlinge duels» |               | 7' Robbie Keane 61' Gary Breen 87' Damien Duff |         | Nissan Stadion, Yokohama Toeschouwers: 65.320 Scheidsrechter: Falla N'Doye (SEN) |

|                                                                        |                         |       |                       |                                                                                        |
| 16 juni WK-eindronde Achtste finale № 379 «onderlinge duels» 20:30 uur | Ierland                 | 1 – 1 | Spanje                | Suwon World Cup Stadion, Suwon Toeschouwers: 38.926 Scheidsrechter: Anders Frisk (SWE) |
| 16 juni WK-eindronde Achtste finale № 379 «onderlinge duels» 20:30 uur | Robbie Keane 90' (pen.) |       | 8' Fernando Morientes | Suwon World Cup Stadion, Suwon Toeschouwers: 38.926 Scheidsrechter: Anders Frisk (SWE) |

|                                                                     |       | strafschoppen                                                             |  |
| Robbie Keane Matt Holland David Connolly Kevin Kilbane Steve Finnan | 2 – 3 | Fernando Hierro Rubén Baraja Juanfran Juan Carlos Valerón Gaizka Mendieta |  |

|  |  |  |  |  |  |  |  |  |

|                                                        |         |                                                     |         |                                                                                   |
| 21 augustus Vriendschappelijk № 380 «onderlinge duels» | Finland | 0 – 3                                               | Ierland | Olympiastadion, Helsinki Toeschouwers: 12.225 Scheidsrechter: Rune Pedersen (NOR) |
| 21 augustus Vriendschappelijk № 380 «onderlinge duels» |         | 12' Robbie Keane 75' Colin Healy 82' Graham Barrett |         | Olympiastadion, Helsinki Toeschouwers: 12.225 Scheidsrechter: Rune Pedersen (NOR) |

|                                                               |                                                                                            |       |                                       |                                                                                     |
| 7 september EK-kwalificatie groep 10 № 381 «onderlinge duels» | Rusland                                                                                    | 4 – 2 | Ierland                               | Lokomotiv Stadion, Moskou Toeschouwers: 23.000 Scheidsrechter: Claude Colombo (FRA) |
| 7 september EK-kwalificatie groep 10 № 381 «onderlinge duels» | Andrey Karyaka 20' Vladimir Bestsjastnych 25' Aleksandr Kerzjakov 70' Phil Babb 86' (e.d.) |       | 69' Gary Doherty 76' Clinton Morrison | Lokomotiv Stadion, Moskou Toeschouwers: 23.000 Scheidsrechter: Claude Colombo (FRA) |

|                                                              |               |       |                                     |                                                                                 |
| 16 oktober EK-kwalificatie groep 10 № 382 «onderlinge duels» | Ierland       | 1 – 2 | Zwitserland                         | Lansdowne Road, Dublin Toeschouwers: 28.000 Scheidsrechter: Rune Pedersen (NOR) |
| 16 oktober EK-kwalificatie groep 10 № 382 «onderlinge duels» | Ian Harte 78' |       | 45' Hakan Yakin 87' Fabio Celestini | Lansdowne Road, Dublin Toeschouwers: 28.000 Scheidsrechter: Rune Pedersen (NOR) |

|                                                        |             |       |         | |
| 20 november Vriendschappelijk № 383 «onderlinge duels» | Griekenland | 0 – 0 | Ierland | Apostolos Nikolaidis Stadion, Athene Toeschouwers: 2.100 Scheidsrechter: Alfredo Trentalange (ITA) |
| 20 november Vriendschappelijk № 383 «onderlinge duels» |             |       |         | Apostolos Nikolaidis Stadion, Athene Toeschouwers: 2.100 Scheidsrechter: Alfredo Trentalange (ITA) |

### 2003
|                                                        |           |                                       |         |                                                                                 |
| 12 februari Vriendschappelijk № 384 «onderlinge duels» | Schotland | 0 – 2                                 | Ierland | Hampden Park, Glasgow Toeschouwers: 33.337 Scheidsrechter: Eric Braamhaar (NED) |
| 12 februari Vriendschappelijk № 384 «onderlinge duels» |           | 9' Kevin Kilbane 16' Clinton Morrison |         | Hampden Park, Glasgow Toeschouwers: 33.337 Scheidsrechter: Eric Braamhaar (NED) |

|                                                                      |                       |       |                                  |                                                                                          |
| 29 maart EK-kwalificatie groep 10 № 385 «onderlinge duels» 16:00 uur | Georgië               | 1 – 2 | Ierland                          | Micheil Meschistadion, Tbilisi Toeschouwers: 16.000 Scheidsrechter: Kyros Vassaras (GRE) |
| 29 maart EK-kwalificatie groep 10 № 385 «onderlinge duels» 16:00 uur | Levan Kobiasjvili 61' |       | 18' Damien Duff 85' Gary Doherty | Micheil Meschistadion, Tbilisi Toeschouwers: 16.000 Scheidsrechter: Kyros Vassaras (GRE) |

|                                                           |         |       |         |                                                                                                 |
| 2 april EK-kwalificatie groep 10 № 386 «onderlinge duels» | Albanië | 0 – 0 | Ierland | Stadiumi Kombetar Qemal Stafa, Tirana Toeschouwers: 20.000 Scheidsrechter: Stefano Farina (ITA) |
| 2 april EK-kwalificatie groep 10 № 386 «onderlinge duels» |         |       |         | Stadiumi Kombetar Qemal Stafa, Tirana Toeschouwers: 20.000 Scheidsrechter: Stefano Farina (ITA) |

|                                                     |                 |       |           |                                                                                |
| 30 april Vriendschappelijk № 387 «onderlinge duels» | Ierland         | 1 – 0 | Noorwegen | Lansdowne Road, Dublin Toeschouwers: 32.643 Scheidsrechter: Mike McCurry (SCO) |
| 30 april Vriendschappelijk № 387 «onderlinge duels» | Damien Duff 17' |       |           | Lansdowne Road, Dublin Toeschouwers: 32.643 Scheidsrechter: Mike McCurry (SCO) |

|                                                          |                                           |       |                |                                                                                   |
| 7 juni EK-kwalificatie groep 10 № 388 «onderlinge duels» | Ierland                                   | 2 – 1 | Albanië        | Lansdowne Road, Dublin Toeschouwers: 33.000 Scheidsrechter: Tomasz Mikulski (POL) |
| 7 juni EK-kwalificatie groep 10 № 388 «onderlinge duels» | Robbie Keane 6' Adrian Aliaj 90+2' (e.d.) |       | 7' Ervin Skela | Lansdowne Road, Dublin Toeschouwers: 33.000 Scheidsrechter: Tomasz Mikulski (POL) |

|                                                                     |                                   |       |         |                                                                                     |
| 11 juni EK-kwalificatie groep 10 № 389 «onderlinge duels» 20:30 uur | Ierland                           | 2 – 0 | Georgië | Lansdowne Road, Dublin Toeschouwers: 36.000 Scheidsrechter: Eduardo Iturralde (ESP) |
| 11 juni EK-kwalificatie groep 10 № 389 «onderlinge duels» 20:30 uur | Gary Doherty 43' Robbie Keane 59' |       |         | Lansdowne Road, Dublin Toeschouwers: 36.000 Scheidsrechter: Eduardo Iturralde (ESP) |

|                                                        |                                      |       |                 |                                                                                |
| 19 augustus Vriendschappelijk № 390 «onderlinge duels» | Ierland                              | 2 – 1 | Australië       | Lansdowne Road, Dublin Toeschouwers: 37.200 Scheidsrechter: Karel Vidlák (CZE) |
| 19 augustus Vriendschappelijk № 390 «onderlinge duels» | John O'Shea 74' Clinton Morrison 80' |       | 49' Mark Viduka | Lansdowne Road, Dublin Toeschouwers: 37.200 Scheidsrechter: Karel Vidlák (CZE) |

|                                                               |                 |       |                         |                                                                                |
| 6 september EK-kwalificatie groep 10 № 391 «onderlinge duels» | Ierland         | 1 – 1 | Rusland                 | Lansdowne Road, Dublin Toeschouwers: 36.000 Scheidsrechter: Ľuboš Micheľ (SVK) |
| 6 september EK-kwalificatie groep 10 № 391 «onderlinge duels» | Damien Duff 35' |       | 42' Sergej Ignasjevitsj | Lansdowne Road, Dublin Toeschouwers: 36.000 Scheidsrechter: Ľuboš Micheľ (SVK) |

|                                                        |                                        |       |                                 |                                                                                |
| 9 september Vriendschappelijk № 392 «onderlinge duels» | Ierland                                | 2 – 2 | Turkije                         | Lansdowne Road, Dublin Toeschouwers: 27.200 Scheidsrechter: Jan Wegereef (NED) |
| 9 september Vriendschappelijk № 392 «onderlinge duels» | David Connolly 35' Richard Dunne 90+2' |       | 51' Hakan Şükür 86' Okan Yılmaz | Lansdowne Road, Dublin Toeschouwers: 27.200 Scheidsrechter: Jan Wegereef (NED) |

|                                                              |                                   |       |         |                                                                                |
| 11 oktober EK-kwalificatie groep 10 № 393 «onderlinge duels» | Zwitserland                       | 2 – 0 | Ierland | St. Jakob-Park , Bazel Toeschouwers: 31.006 Scheidsrechter: Anders Frisk (SWE) |
| 11 oktober EK-kwalificatie groep 10 № 393 «onderlinge duels» | Hakan Yakin 6' Alexander Frei 60' |       |         | St. Jakob-Park , Bazel Toeschouwers: 31.006 Scheidsrechter: Anders Frisk (SWE) |

|                                                                  |                                                   |       |        |                                                                               |
| 18 november Vriendschappelijk № 394 «onderlinge duels» 19:30 uur | Ierland                                           | 3 – 0 | Canada | Lansdowne Road, Dublin Toeschouwers: 23.253 Scheidsrechter: Mark Whitby (WAL) |
| 18 november Vriendschappelijk № 394 «onderlinge duels» 19:30 uur | Damien Duff 23' Robbie Keane 60' Robbie Keane 84' |       |        | Lansdowne Road, Dublin Toeschouwers: 23.253 Scheidsrechter: Mark Whitby (WAL) |

### 2004
|                                                        |         |       |          |                                                                                |
| 18 februari Vriendschappelijk № 395 «onderlinge duels» | Ierland | 0 – 0 | Brazilië | Lansdowne Road, Dublin Toeschouwers: 44.000 Scheidsrechter: Anders Frisk (SWE) |
| 18 februari Vriendschappelijk № 395 «onderlinge duels» |         |       |          | Lansdowne Road, Dublin Toeschouwers: 44.000 Scheidsrechter: Anders Frisk (SWE) |

|                                                     |                                |       |                 |                                                                               |
| 31 maart Vriendschappelijk № 396 «onderlinge duels» | Ierland                        | 2 – 1 | Tsjechië        | Lansdowne Road, Dublin Toeschouwers: 42.000 Scheidsrechter: Knud Fisker (DEN) |
| 31 maart Vriendschappelijk № 396 «onderlinge duels» | Ian Harte 51' Robbie Keane 90' |       | 81' Milan Baroš | Lansdowne Road, Dublin Toeschouwers: 42.000 Scheidsrechter: Knud Fisker (DEN) |

|                                                               |       |       |         |                                                                                                   |
| 28 april Vriendschappelijk № 397 «onderlinge duels» 18:00 uur | Polen | 0 – 0 | Ierland | Zdzisław Krzyszkowiak Stadion, Bydgoszcz Toeschouwers: 15.500 Scheidsrechter: Sergei Shebek (UKR) |
| 28 april Vriendschappelijk № 397 «onderlinge duels» 18:00 uur |       |       |         | Zdzisław Krzyszkowiak Stadion, Bydgoszcz Toeschouwers: 15.500 Scheidsrechter: Sergei Shebek (UKR) |

|                                                   |                  |       |          |                                                                                 |
| 27 mei Vriendschappelijk № 398 «onderlinge duels» | Ierland          | 1 – 0 | Roemenië | Lansdowne Road, Dublin Toeschouwers: 42.356 Scheidsrechter: Jaroslav Jara (CZE) |
| 27 mei Vriendschappelijk № 398 «onderlinge duels» | Matt Holland 84' |       |          | Lansdowne Road, Dublin Toeschouwers: 42.356 Scheidsrechter: Jaroslav Jara (CZE) |

|                                                   |         |                                                                     |         |                                                                          |
| 29 mei Vriendschappelijk № 399 «onderlinge duels» | Ierland | 0 – 3                                                               | Nigeria | The Valley, Londen Toeschouwers: 7.438 Scheidsrechter: Andy D'Urso (ENG) |
| 29 mei Vriendschappelijk № 399 «onderlinge duels» |         | 36' Bartholomew Ogbeche 50' Obafemi Martins 69' Bartholomew Ogbeche |         | The Valley, Londen Toeschouwers: 7.438 Scheidsrechter: Andy D'Urso (ENG) |

|                                                   |                    |       |         |                                                                         |
| 2 juni Vriendschappelijk № 400 «onderlinge duels» | Ierland            | 1 – 0 | Jamaica | The Valley, Londen Toeschouwers: 6.155 Scheidsrechter: Rob Styles (ENG) |
| 2 juni Vriendschappelijk № 400 «onderlinge duels» | Graham Barrett 26' |       |         | The Valley, Londen Toeschouwers: 6.155 Scheidsrechter: Rob Styles (ENG) |

|                                                   |           |                    |         |                                                                                 |
| 5 juni Vriendschappelijk № 401 «onderlinge duels» | Nederland | 0 – 1              | Ierland | Amsterdam Arena, Amsterdam Toeschouwers: 45.500 Scheidsrechter: Mike Dean (ENG) |
| 5 juni Vriendschappelijk № 401 «onderlinge duels» |           | 45+1' Robbie Keane |         | Amsterdam Arena, Amsterdam Toeschouwers: 45.500 Scheidsrechter: Mike Dean (ENG) |

|                                                        |               |       |                     |                                                                               |
| 18 augustus Vriendschappelijk № 401 «onderlinge duels» | Ierland       | 1 – 1 | Bulgarije           | Lansdowne Road, Dublin Toeschouwers: 31.887 Scheidsrechter: Iain Brines (SCO) |
| 18 augustus Vriendschappelijk № 401 «onderlinge duels» | Andy Reid 15' |       | 71' Valeri Bozhinov | Lansdowne Road, Dublin Toeschouwers: 31.887 Scheidsrechter: Iain Brines (SCO) |

|                                                      |                                                            |       |        |                                                                                     |
| 4 september WK-kwalificatie № 403 «onderlinge duels» | Ierland                                                    | 3 – 0 | Cyprus | Lansdowne Road, Dublin Toeschouwers: 35.900 Scheidsrechter: Levan Paniashvili (GEO) |
| 4 september WK-kwalificatie № 403 «onderlinge duels» | Clinton Morrison 33' Andy Reid 38' Robbie Keane 55' (pen.) |       |        | Lansdowne Road, Dublin Toeschouwers: 35.900 Scheidsrechter: Levan Paniashvili (GEO) |

|                                                      |                 |       |                     |                                                                                 |
| 8 september WK-kwalificatie № 404 «onderlinge duels» | Zwitserland     | 1 – 1 | Ierland             | St. Jakob-Park, Bazel Toeschouwers: 28.000 Scheidsrechter: Kyros Vassaras (GRE) |
| 8 september WK-kwalificatie № 404 «onderlinge duels» | Hakan Yakin 17' |       | 9' Clinton Morrison | St. Jakob-Park, Bazel Toeschouwers: 28.000 Scheidsrechter: Kyros Vassaras (GRE) |

|                                                              |           |       |         |                                                                                         |
| 9 oktober WK-kwalificatie № 405 «onderlinge duels» 21:00 uur | Frankrijk | 0 – 0 | Ierland | Stade de France, Parijs Toeschouwers: 78.863 Scheidsrechter: Arturo Dauden Ibáñez (ESP) |
| 9 oktober WK-kwalificatie № 405 «onderlinge duels» 21:00 uur |           |       |         | Stade de France, Parijs Toeschouwers: 78.863 Scheidsrechter: Arturo Dauden Ibáñez (ESP) |

|                                                               |                                          |       |         |                                                                                 |
| 13 oktober WK-kwalificatie № 406 «onderlinge duels» 20:30 uur | Ierland                                  | 2 – 0 | Faeröer | Lansdowne Road, Dublin Toeschouwers: 36.000 Scheidsrechter: Romāns Lajuks (LAT) |
| 13 oktober WK-kwalificatie № 406 «onderlinge duels» 20:30 uur | Robbie Keane 14' (pen.) Robbie Keane 32' |       |         | Lansdowne Road, Dublin Toeschouwers: 36.000 Scheidsrechter: Romāns Lajuks (LAT) |

|                                                        |                  |       |         |                                                                                 |
| 16 november Vriendschappelijk № 407 «onderlinge duels» | Ierland          | 1 – 0 | Kroatië | Lansdowne Road, Dublin Toeschouwers: 33.200 Scheidsrechter: Gylfi Orrason (ISL) |
| 16 november Vriendschappelijk № 407 «onderlinge duels» | Robbie Keane 24' |       |         | Lansdowne Road, Dublin Toeschouwers: 33.200 Scheidsrechter: Gylfi Orrason (ISL) |

### 2005
|                                                       |                  |       |          |                                                                                |
| 9 februari Vriendschappelijk № 408 «onderlinge duels» | Ierland          | 1 – 0 | Portugal | Lansdowne Road, Dublin Toeschouwers: 44.100 Scheidsrechter: Matt Messias (ENG) |
| 9 februari Vriendschappelijk № 408 «onderlinge duels» | Andy O'Brien 21' |       |          | Lansdowne Road, Dublin Toeschouwers: 44.100 Scheidsrechter: Matt Messias (ENG) |

|                                                   |                |       |                     |                                                                                         |
| 26 maart WK-kwalificatie № 409 «onderlinge duels» | Israël         | 1 – 1 | Ierland             | Ramat Gan Stadion, Ramat Gan Toeschouwers: 32.150 Scheidsrechter: Valentin Ivanov (RUS) |
| 26 maart WK-kwalificatie № 409 «onderlinge duels» | Abbas Suan 90' |       | 4' Clinton Morrison | Ramat Gan Stadion, Ramat Gan Toeschouwers: 32.150 Scheidsrechter: Valentin Ivanov (RUS) |

|                                                     |                      |       |       |                                                                                |
| 29 maart Vriendschappelijk № 410 «onderlinge duels» | Ierland              | 1 – 0 | China | Lansdowne Road, Dublin Toeschouwers: 35.222 Scheidsrechter: Adrian Casha (MLT) |
| 29 maart Vriendschappelijk № 410 «onderlinge duels» | Clinton Morrison 83' |       |       | Lansdowne Road, Dublin Toeschouwers: 35.222 Scheidsrechter: Adrian Casha (MLT) |

|                                                 |                               |       |                                       |                                                                                 |
| 4 juni WK-kwalificatie № 411 «onderlinge duels» | Ierland                       | 2 – 2 | Israël                                | Lansdowne Road, Dublin Toeschouwers: 36.000 Scheidsrechter: Kyros Vasaras (GRE) |
| 4 juni WK-kwalificatie № 411 «onderlinge duels» | Ian Harte 4' Robbie Keane 11' |       | 39' Avi Yehiel 45+3' (pen.) Avi Nimni | Lansdowne Road, Dublin Toeschouwers: 36.000 Scheidsrechter: Kyros Vasaras (GRE) |

|                                                           |         |                                        |         |                                                                            |
| 8 juni WK-kwalificatie № 412 «onderlinge duels» 20:30 uur | Faeröer | 0 – 2                                  | Ierland | Tórsvøllur, Tórshavn Toeschouwers: 5.180 Scheidsrechter: Anton Genov (BUL) |
| 8 juni WK-kwalificatie № 412 «onderlinge duels» 20:30 uur |         | 51' (pen.) Ian Harte 59' Kevin Kilbane |         | Tórsvøllur, Tórshavn Toeschouwers: 5.180 Scheidsrechter: Anton Genov (BUL) |

|                                                        |               |       |                                        |                                                                                      |
| 17 augustus Vriendschappelijk № 413 «onderlinge duels» | Ierland       | 1 – 2 | Italië                                 | Lansdowne Road, Dublin Toeschouwers: 44.000 Scheidsrechter: Paulo Manuel Gomes (POR) |
| 17 augustus Vriendschappelijk № 413 «onderlinge duels» | Andy Reid 32' |       | 10' Andrea Pirlo 31' Alberto Gilardino | Lansdowne Road, Dublin Toeschouwers: 44.000 Scheidsrechter: Paulo Manuel Gomes (POR) |

|                                                                |         |                   |           |                                                                                  |
| 7 september WK-kwalificatie № 414 «onderlinge duels» 19:55 uur | Ierland | 0 – 1             | Frankrijk | Lansdowne Road, Dublin Toeschouwers: 36.000 Scheidsrechter: Herbert Fandel (GER) |
| 7 september WK-kwalificatie № 414 «onderlinge duels» 19:55 uur |         | 68' Thierry Henry |           | Lansdowne Road, Dublin Toeschouwers: 36.000 Scheidsrechter: Herbert Fandel (GER) |

|                                                    |        |                    |         |                                                                               |
| 8 oktober WK-kwalificatie № 415 «onderlinge duels» | Cyprus | 0 – 1              | Ierland | GSP Stadion, Nicosia Toeschouwers: 13.546 Scheidsrechter: Viktor Kassai (HUN) |
| 8 oktober WK-kwalificatie № 415 «onderlinge duels» |        | 6' Stephen Elliott |         | GSP Stadion, Nicosia Toeschouwers: 13.546 Scheidsrechter: Viktor Kassai (HUN) |

|                                                               |         |       |             |                                                                               |
| 12 oktober WK-kwalificatie № 416 «onderlinge duels» 19:45 uur | Ierland | 0 – 0 | Zwitserland | Lansdowne Road, Dublin Toeschouwers: 35.944 Scheidsrechter: Markus Merk (GER) |
| 12 oktober WK-kwalificatie № 416 «onderlinge duels» 19:45 uur |         |       |             | Lansdowne Road, Dublin Toeschouwers: 35.944 Scheidsrechter: Markus Merk (GER) |

### 2006
|                                                    |                                                  |       |        |                                                                                  |
| 1 maart Vriendschappelijk № 417 «onderlinge duels» | Ierland                                          | 3 – 0 | Zweden | Lansdowne Road, Dublin Toeschouwers: 44.109 Scheidsrechter: Damien Ledentu (FRA) |
| 1 maart Vriendschappelijk № 417 «onderlinge duels» | Damien Duff 36' Robbie Keane 48' Liam Miller 71' |       |        | Lansdowne Road, Dublin Toeschouwers: 44.109 Scheidsrechter: Damien Ledentu (FRA) |

|                                                             |         |                   |       |                                                                                     |
| 24 mei Vriendschappelijk № 418 «onderlinge duels» 20:30 uur | Ierland | 0 – 1             | Chili | Lansdowne Road, Dublin Toeschouwers: 41.200 Scheidsrechter: Martin Ingvarsson (SWE) |
| 24 mei Vriendschappelijk № 418 «onderlinge duels» 20:30 uur |         | 49' Manuel Iturra |       | Lansdowne Road, Dublin Toeschouwers: 41.200 Scheidsrechter: Martin Ingvarsson (SWE) |

|                                                        |         |                                                                                       |           |                                                                                      |
| 16 augustus Vriendschappelijk № 419 «onderlinge duels» | Ierland | 0 – 4                                                                                 | Nederland | Lansdowne Road, Dublin Toeschouwers: 42.400 Scheidsrechter: Tom Henning Øvrebø (NOR) |
| 16 augustus Vriendschappelijk № 419 «onderlinge duels» |         | 25' Klaas-Jan Huntelaar 41' Arjen Robben 53' Klaas-Jan Huntelaar 70' Robin van Persie |           | Lansdowne Road, Dublin Toeschouwers: 42.400 Scheidsrechter: Tom Henning Øvrebø (NOR) |

|                                                      |                    |       |         | |
| 2 september EK-kwalificatie № 420 «onderlinge duels» | Duitsland          | 1 – 0 | Ierland | Gottlieb Daimler Stadion, Stuttgart Toeschouwers: 53.198 Scheidsrechter: Luis Medina Cantalejo (ESP) |
| 2 september EK-kwalificatie № 420 «onderlinge duels» | Lukas Podolski 57' |       |         | Gottlieb Daimler Stadion, Stuttgart Toeschouwers: 53.198 Scheidsrechter: Luis Medina Cantalejo (ESP) |

|                                                    | |       |                                      |                                                                                                  |
| 7 oktober EK-kwalificatie № 421 «onderlinge duels» | Cyprus | 5 – 2 | Ierland                              | Sport Club Pancyprian Stadion, Nicosia Toeschouwers: 7.000 Scheidsrechter: Lucílio Batista (POR) |
| 7 oktober EK-kwalificatie № 421 «onderlinge duels» | Mihalis Konstantinou 10' Alexis Garpozis 16' Mihalis Konstantinou 51' (pen.) Kostas Haralambidis 60' Kostas Haralambidis 75' |       | 8' Stephen Ireland 43' Richard Dunne | Sport Club Pancyprian Stadion, Nicosia Toeschouwers: 7.000 Scheidsrechter: Lucílio Batista (POR) |

|                                                     |                   |       |                |                                                                                  |
| 11 oktober EK-kwalificatie № 422 «onderlinge duels» | Ierland           | 1 – 1 | Tsjechië       | Lansdowne Road, Dublin Toeschouwers: 35.900 Scheidsrechter: Bertrand Layec (FRA) |
| 11 oktober EK-kwalificatie № 422 «onderlinge duels» | Kevin Kilbane 62' |       | 64' Jan Koller | Lansdowne Road, Dublin Toeschouwers: 35.900 Scheidsrechter: Bertrand Layec (FRA) |

|                                                                |                                                                                        |       |            |                                                                                  |
| 15 november EK-kwalificatie № 423 «onderlinge duels» 20:30 uur | Ierland                                                                                | 5 – 0 | San Marino | Lansdowne Road, Dublin Toeschouwers: 34.018 Scheidsrechter: Lassin Isaksen (FAR) |
| 15 november EK-kwalificatie № 423 «onderlinge duels» 20:30 uur | Andy Reid 7' Kevin Doyle 21' Robbie Keane 31' Robbie Keane 58' (pen.) Robbie Keane 85' |       |            | Lansdowne Road, Dublin Toeschouwers: 34.018 Scheidsrechter: Lassin Isaksen (FAR) |

### 2007
|                                                               |                   |       |                                         |                                                                                       |
| 7 februari EK-kwalificatie № 424 «onderlinge duels» 20:45 uur | San Marino        | 1 – 2 | Ierland                                 | Stadio Olimpico, Serravalle Toeschouwers: 3.294 Scheidsrechter: Peter Rasmussen (DEN) |
| 7 februari EK-kwalificatie № 424 «onderlinge duels» 20:45 uur | Manuel Marani 86' |       | 49' Kevin Kilbane 90+4' Stephen Ireland | Stadio Olimpico, Serravalle Toeschouwers: 3.294 Scheidsrechter: Peter Rasmussen (DEN) |

|                                                             |                     |       |       |                                                                           |
| 24 maart EK-kwalificatie № 425 «onderlinge duels» 15:00 uur | Ierland             | 1 – 0 | Wales | Croke Park, Dublin Toeschouwers: 67.000 Scheidsrechter: Terje Hauge (NOR) |
| 24 maart EK-kwalificatie № 425 «onderlinge duels» 15:00 uur | Stephen Ireland 39' |       |       | Croke Park, Dublin Toeschouwers: 67.000 Scheidsrechter: Terje Hauge (NOR) |

|                                                             |                 |       |           |                                                                              |
| 28 maart EK-kwalificatie № 426 «onderlinge duels» 19:30 uur | Ierland         | 1 – 0 | Slowakije | Croke Park, Dublin Toeschouwers: 71.297 Scheidsrechter: Yuriy Baskakov (RUS) |
| 28 maart EK-kwalificatie № 426 «onderlinge duels» 19:30 uur | Kevin Doyle 12' |       |           | Croke Park, Dublin Toeschouwers: 71.297 Scheidsrechter: Yuriy Baskakov (RUS) |

|                                                   |                      |       |                 |                                                                                         |
| 23 mei Vriendschappelijk № 427 «onderlinge duels» | Ecuador              | 1 – 1 | Ierland         | Giants Stadium, East Rutherford Toeschouwers: 20.823 Scheidsrechter: Jair Marrufo (USA) |
| 23 mei Vriendschappelijk № 427 «onderlinge duels» | Cristian Benítez 13' |       | 44' Kevin Doyle | Giants Stadium, East Rutherford Toeschouwers: 20.823 Scheidsrechter: Jair Marrufo (USA) |

|                                                   |                        |       |                |                                                                                      |
| 26 mei Vriendschappelijk № 428 «onderlinge duels» | Bolivia                | 1 – 1 | Ierland        | Gillette Stadium, Foxborough Toeschouwers: 13.156 Scheidsrechter: Terry Vaughn (USA) |
| 26 mei Vriendschappelijk № 428 «onderlinge duels» | Miguel Ángel Hoyos 14' |       | 12' Shane Long | Gillette Stadium, Foxborough Toeschouwers: 13.156 Scheidsrechter: Terry Vaughn (USA) |

|                                                        |            |                                                                 |         |                                                                               |
| 22 augustus Vriendschappelijk № 429 «onderlinge duels» | Denemarken | 0 – 4                                                           | Ierland | NRGi Park, Aarhus Toeschouwers: 17.331 Scheidsrechter: Thomas Einwaller (AUT) |
| 22 augustus Vriendschappelijk № 429 «onderlinge duels» |            | 29' Robbie Keane 40' Robbie Keane 54' Shane Long 66' Shane Long |         | NRGi Park, Aarhus Toeschouwers: 17.331 Scheidsrechter: Thomas Einwaller (AUT) |

|                                                                |                                   |       |                                    |                                                                                    |
| 8 september EK-kwalificatie № 430 «onderlinge duels» 20:30 uur | Slowakije                         | 2 – 2 | Ierland                            | Tehelné pole, Bratislava Toeschouwers: 12.360 Scheidsrechter: Stefano Farina (ITA) |
| 8 september EK-kwalificatie № 430 «onderlinge duels» 20:30 uur | Maroš Klimpl 37' Marek Čech 90+2' |       | 7' Stephen Ireland 57' Kevin Doyle | Tehelné pole, Bratislava Toeschouwers: 12.360 Scheidsrechter: Stefano Farina (ITA) |

|                                                       |                       |       |         |                                                                            |
| 12 september EK-kwalificatie № 431 «onderlinge duels» | Tsjechië              | 1 – 0 | Ierland | AXA Arena, Praag Toeschouwers: 16.648 Scheidsrechter: Kyros Vassaras (GRE) |
| 12 september EK-kwalificatie № 431 «onderlinge duels» | Marek Jankulovski 16' |       |         | AXA Arena, Praag Toeschouwers: 16.648 Scheidsrechter: Kyros Vassaras (GRE) |

|                                                               |         |       |           |                                                                              |
| 13 oktober EK-kwalificatie № 432 «onderlinge duels» 20:45 uur | Ierland | 0 – 0 | Duitsland | Croke Park, Dublin Toeschouwers: 67.495 Scheidsrechter: Martin Hansson (SWE) |
| 13 oktober EK-kwalificatie № 432 «onderlinge duels» 20:45 uur |         |       |           | Croke Park, Dublin Toeschouwers: 67.495 Scheidsrechter: Martin Hansson (SWE) |

|                                                     |                    |       |                       |                                                                             |
| 17 oktober EK-kwalificatie № 433 «onderlinge duels» | Ierland            | 1 – 1 | Cyprus                | Croke Park, Dublin Toeschouwers: 54.861 Scheidsrechter: Mikko Vuorela (FIN) |
| 17 oktober EK-kwalificatie № 433 «onderlinge duels» | Steve Finnan 90+3' |       | 80' Stelios Okkaridis | Croke Park, Dublin Toeschouwers: 54.861 Scheidsrechter: Mikko Vuorela (FIN) |

|                                                                |                                          |       |                                  |                                                                                      |
| 17 november EK-kwalificatie № 434 «onderlinge duels» 15:00 uur | Wales                                    | 2 – 2 | Ierland                          | Millennium Stadium, Cardiff Toeschouwers: 24.619 Scheidsrechter: Oleh Oriekhov (UKR) |
| 17 november EK-kwalificatie № 434 «onderlinge duels» 15:00 uur | Jason Koumas 23' Jason Koumas 89' (pen.) |       | 31' Robbie Keane 60' Kevin Doyle | Millennium Stadium, Cardiff Toeschouwers: 24.619 Scheidsrechter: Oleh Oriekhov (UKR) |

### 2008
|                                                       |         |             |          |                                                                            |
| 6 februari Vriendschappelijk № 435 «onderlinge duels» | Ierland | 0 – 1       | Brazilië | Croke Park, Dublin Toeschouwers: 80.000 Scheidsrechter: René Rogalla (SUI) |
| 6 februari Vriendschappelijk № 435 «onderlinge duels» |         | 66' Robinho |          | Croke Park, Dublin Toeschouwers: 80.000 Scheidsrechter: René Rogalla (SUI) |

|                                                             |                |       |                    |                                                                           |
| 24 mei Vriendschappelijk № 436 «onderlinge duels» 19:45 uur | Ierland        | 1 – 1 | Servië             | Croke Park, Dublin Toeschouwers: 50.000 Scheidsrechter: Simon Evans (WAL) |
| 24 mei Vriendschappelijk № 436 «onderlinge duels» 19:45 uur | Andy Keogh 90' |       | 75' Marko Pantelić | Croke Park, Dublin Toeschouwers: 50.000 Scheidsrechter: Simon Evans (WAL) |

|                                                             |                 |       |          |                                                                                    |
| 29 mei Vriendschappelijk № 437 «onderlinge duels» 21:00 uur | Ierland         | 1 – 0 | Colombia | Craven Cottage, Londen Toeschouwers: 15.000 Scheidsrechter: Mark Clattenburg (ENG) |
| 29 mei Vriendschappelijk № 437 «onderlinge duels» 21:00 uur | Robbie Keane 3' |       |          | Craven Cottage, Londen Toeschouwers: 15.000 Scheidsrechter: Mark Clattenburg (ENG) |

|                                                        |                      |       |                  |                                                                               |
| 20 augustus Vriendschappelijk № 438 «onderlinge duels» | Noorwegen            | 1 – 1 | Ierland          | Ullevaal Stadion, Oslo Toeschouwers: 16.037 Scheidsrechter: Mark Whitby (WAL) |
| 20 augustus Vriendschappelijk № 438 «onderlinge duels» | Tore Reginiussen 61' |       | 44' Robbie Keane | Ullevaal Stadion, Oslo Toeschouwers: 16.037 Scheidsrechter: Mark Whitby (WAL) |

|                                                                |                   |       |                                  |                                                                                   |
| 6 september WK-kwalificatie № 439 «onderlinge duels» 18:00 uur | Georgië           | 1 – 2 | Ierland                          | Stadion am Bruchweg, Mainz Toeschouwers: 4.500 Scheidsrechter: Sandor Szabo (HUN) |
| 6 september WK-kwalificatie № 439 «onderlinge duels» 18:00 uur | Levan Kenia 90+2' |       | 13' Kevin Doyle 70' Glenn Whelan | Stadion am Bruchweg, Mainz Toeschouwers: 4.500 Scheidsrechter: Sandor Szabo (HUN) |

|                                                                 |            |       |         |                                                                                       |
| 10 september WK-kwalificatie № 440 «onderlinge duels» 18:00 uur | Montenegro | 0 – 0 | Ierland | Stadion Pod Goricom, Podgorica Toeschouwers: 12.000 Scheidsrechter: Sten Kaldma (EST) |
| 10 september WK-kwalificatie № 440 «onderlinge duels» 18:00 uur |            |       |         | Stadion Pod Goricom, Podgorica Toeschouwers: 12.000 Scheidsrechter: Sten Kaldma (EST) |

|                                                     |                 |       |        |                                                                                 |
| 15 oktober WK-kwalificatie № 441 «onderlinge duels» | Ierland         | 1 – 0 | Cyprus | Croke Park, Dublin Toeschouwers: 55.833 Scheidsrechter: Alexandru Deaconu (ROM) |
| 15 oktober WK-kwalificatie № 441 «onderlinge duels» | Robbie Keane 5' |       |        | Croke Park, Dublin Toeschouwers: 55.833 Scheidsrechter: Alexandru Deaconu (ROM) |

|                                                                  |                                           |       |                                                                   |                                                                                  |
| 19 november Vriendschappelijk № 442 «onderlinge duels» 21:00 uur | Ierland                                   | 2 – 3 | Polen                                                             | Croke Park, Dublin Toeschouwers: 50.566 Scheidsrechter: Kristinn Jakobsson (ISL) |
| 19 november Vriendschappelijk № 442 «onderlinge duels» 21:00 uur | Stephen Hunt 88' (pen.) Keith Andrews 90' |       | 3' Mariusz Lewandowski 47' Roger Guerreiro 89' Robert Lewandowski | Croke Park, Dublin Toeschouwers: 50.566 Scheidsrechter: Kristinn Jakobsson (ISL) |

### 2009
|                                                                |                                          |       |                        |                                                                            |
| 11 februari WK-kwalificatie № 443 «onderlinge duels» 19:45 uur | Ierland                                  | 2 – 1 | Georgië                | Croke Park, Dublin Toeschouwers: 45.000 Scheidsrechter: Jouni Hyytia (FIN) |
| 11 februari WK-kwalificatie № 443 «onderlinge duels» 19:45 uur | Robbie Keane 73' (pen.) Robbie Keane 78' |       | 1' Aleksander Iasjvili | Croke Park, Dublin Toeschouwers: 45.000 Scheidsrechter: Jouni Hyytia (FIN) |

|                                                   |                  |       |                          |                                                                          |
| 28 maart WK-kwalificatie № 444 «onderlinge duels» | Ierland          | 1 – 1 | Bulgarije                | Croke Park, Dublin Toeschouwers: 60.002 Scheidsrechter: Ivan Bebek (CRO) |
| 28 maart WK-kwalificatie № 444 «onderlinge duels» | Richard Dunne 1' |       | 74' (e.d.) Kevin Kilbane | Croke Park, Dublin Toeschouwers: 60.002 Scheidsrechter: Ivan Bebek (CRO) |

|                                                  |                       |       |                  |                                                                                   |
| 1 april WK-kwalificatie № 445 «onderlinge duels» | Italië                | 1 – 1 | Ierland          | Stadio San Nicola, Bari Toeschouwers: 41.000 Scheidsrechter: Wolfgang Stark (GER) |
| 1 april WK-kwalificatie № 445 «onderlinge duels» | Vincenzo Iaquinta 11' |       | 88' Robbie Keane | Stadio San Nicola, Bari Toeschouwers: 41.000 Scheidsrechter: Wolfgang Stark (GER) |

|                                                   |                     |       |                  |                                                                                  |
| 29 mei Vriendschappelijk № 446 «onderlinge duels» | Nigeria             | 1 – 1 | Ierland          | Craven Cottage, Londen Toeschouwers: 11.263 Scheidsrechter: William Collum (SCO) |
| 29 mei Vriendschappelijk № 446 «onderlinge duels» | Michael Enemaro 30' |       | 38' Robbie Keane | Craven Cottage, Londen Toeschouwers: 11.263 Scheidsrechter: William Collum (SCO) |

|                                                 |                       |       |                   |                                                                                        |
| 6 juni WK-kwalificatie № 447 «onderlinge duels» | Bulgarije             | 1 – 1 | Ierland           | Vasil Levski Stadion, Sofia Toeschouwers: 38.000 Scheidsrechter: Claus Bo Larsen (DEN) |
| 6 juni WK-kwalificatie № 447 «onderlinge duels» | Dimitar Telkiyski 29' |       | 24' Richard Dunne | Vasil Levski Stadion, Sofia Toeschouwers: 38.000 Scheidsrechter: Claus Bo Larsen (DEN) |

|                                                        |         |                                                |           |                                                                                 |
| 12 augustus Vriendschappelijk № 448 «onderlinge duels» | Ierland | 0 – 3                                          | Australië | Thomond Park, Limerick Toeschouwers: 19.000 Scheidsrechter: Alfonso Pérez (ESP) |
| 12 augustus Vriendschappelijk № 448 «onderlinge duels» |         | 39' Tim Cahill 44' Tim Cahill 90' David Carney |           | Thomond Park, Limerick Toeschouwers: 19.000 Scheidsrechter: Alfonso Pérez (ESP) |

|                                                      |                 |       |                                 |                                                                                                   |
| 5 september WK-kwalificatie № 449 «onderlinge duels» | Cyprus          | 1 – 2 | Ierland                         | Sport Club Pancyprian Stadion, Nicosia Toeschouwers: 3.691 Scheidsrechter: Thomas Einwaller (AUT) |
| 5 september WK-kwalificatie № 449 «onderlinge duels» | Marios Elia 30' |       | 5' Kevin Doyle 83' Robbie Keane | Sport Club Pancyprian Stadion, Nicosia Toeschouwers: 3.691 Scheidsrechter: Thomas Einwaller (AUT) |

|                                                        |                   |       |             |                                                                                 |
| 8 september Vriendschappelijk № 450 «onderlinge duels» | Ierland           | 1 – 0 | Zuid-Afrika | Thomond Park, Limerick Toeschouwers: 14.572 Scheidsrechter: Craig Thomson (SCO) |
| 8 september Vriendschappelijk № 450 «onderlinge duels» | Liam Lawrence 37' |       |             | Thomond Park, Limerick Toeschouwers: 14.572 Scheidsrechter: Craig Thomson (SCO) |

|                                                     |                                     |       |                                            |                                                                           |
| 10 oktober WK-kwalificatie № 451 «onderlinge duels» | Ierland                             | 2 – 2 | Italië                                     | Croke Park, Dublin Toeschouwers: 70.640 Scheidsrechter: Terje Hauge (NOR) |
| 10 oktober WK-kwalificatie № 451 «onderlinge duels» | Glenn Whelan 8' Sean St. Ledger 87' |       | 26' Mauro Camoranesi 90' Alberto Gilardino | Croke Park, Dublin Toeschouwers: 70.640 Scheidsrechter: Terje Hauge (NOR) |

|                                                               |         |       |            |                                                                               |
| 14 oktober WK-kwalificatie № 452 «onderlinge duels» 19:00 uur | Ierland | 0 – 0 | Montenegro | Croke Park, Dublin Toeschouwers: 50.212 Scheidsrechter: Vladimír Hriňák (SVK) |
| 14 oktober WK-kwalificatie № 452 «onderlinge duels» 19:00 uur |         |       |            | Croke Park, Dublin Toeschouwers: 50.212 Scheidsrechter: Vladimír Hriňák (SVK) |

|                                                                          |         |                    |           |                                                                           |
| 14 november WK-kwalificatie Play-offs № 453 «onderlinge duels» 20:00 uur | Ierland | 0 – 1              | Frankrijk | Croke Park, Dublin Toeschouwers: 74.103 Scheidsrechter: Felix Brych (GER) |
| 14 november WK-kwalificatie Play-offs № 453 «onderlinge duels» 20:00 uur |         | 72' Nicolas Anelka |           | Croke Park, Dublin Toeschouwers: 74.103 Scheidsrechter: Felix Brych (GER) |

|                                                                          |                     |       |                  |                                                                                   |
| 18 november WK-kwalificatie Play-offs № 454 «onderlinge duels» 21:00 uur | Frankrijk           | 1 – 1 | Ierland          | Stade de France, Parijs Toeschouwers: 79.145 Scheidsrechter: Martin Hansson (SWE) |
| 18 november WK-kwalificatie Play-offs № 454 «onderlinge duels» 21:00 uur | William Gallas 103' |       | 32' Robbie Keane | Stade de France, Parijs Toeschouwers: 79.145 Scheidsrechter: Martin Hansson (SWE) |

FAI · A-internationals · Bondscoaches · Statistieken · Iers vrouwenelftal · Olympisch elftal · Ierland U21 · Ierland U20 · Ierland U19 · Ierland U18 · Ierland U17 · Ierland U16 · Vrouwen U17
1924 – 1929 ·
1930 – 1939 ·
1940 – 1949 ·
1950 – 1959 ·
1960 – 1969 ·
1970 – 1979 ·
1980 – 1989 ·
1990 – 1999 ·
2000 – 2009 ·
2010 – 2019 ·
2020 − 2029
EK 1988 · 
EK 2012 · 
EK 2016
WK 1990 · 
WK 1994 · 
WK 2002
1924 · 
1925 · 
1926 · 
1927 · 
1928 · 
1929 · 
1930 · 
1931 · 
1932 · 
1933 · 
1934 · 
1935 · 
1936 · 
1937 · 
1938 · 
1939 · 
1940 · 1941 · 1942 · 1943 · 1944 · 1945 · 
1946 · 
1947 · 
1948 · 
1949 · 
1950 · 
1951 · 
1952 · 
1953 · 
1954 · 
1955 · 
1956 · 
1957 · 
1958 · 
1959 · 
1960 · 
1961 · 
1962 · 
1963 · 
1964 · 
1965 · 
1966 · 
1967 · 
1968 · 
1969 · 
1970 · 
1971 · 
1972 · 
1973 · 
1974 · 
1975 · 
1976 · 
1977 · 
1978 · 
1979 · 
1980 · 
1981 · 
1982 · 
1983 · 
1984 · 
1985 · 
1986 · 
1987 · 
1988 · 
1989 · 
1990 · 
1991 · 
1992 · 
1993 · 
1994 · 
1995 · 
1996 · 
1997 · 
1998 · 
1999 · 
2000 · 
2001 · 
2002 · 
2003 · 
2004 · 
2005 · 
2006 · 
2007 · 
2008 · 
2009 · 
2010 · 
2011 · 
2012 · 
2013 · 
2014 · 
2015 ·
2016 ·
2017 ·
2018 ·
2019 ·
2020 ·
2021
Albanië ·
Algerije ·
Andorra ·
Argentinië ·
Armenië ·
Australië ·
Azerbeidzjan ·
België ·
Bolivia ·
Bosnië en Herzegovina ·
Brazilië ·
Bulgarije ·
Canada ·
Chili ·
China ·
Colombia ·
Costa Rica ·
Cyprus ·
Denemarken ·
Duitsland ·
Ecuador ·
Egypte ·
Engeland ·
Estland ·
Faeröer ·
Finland ·
Frankrijk ·
Georgië ·
Gibraltar ·
Griekenland ·
Hongarije ·
IJsland ·
Iran ·
Israël ·
Italië ·
Jamaica ·
Joegoslavië ·
Kameroen ·
Kazachstan ·
Kroatië ·
Letland ·
Liechtenstein ·
Litouwen ·
Luxemburg ·
Malta ·
Marokko ·
Mexico ·
Moldavië ·
Montenegro ·
Nederland ·
Nieuw-Zeeland ·
Nigeria ·
Noord-Ierland ·
Noord-Macedonië ·
Noorwegen ·
Oekraïne ·
Oman ·
Oostenrijk ·
Paraguay ·
Polen ·
Portugal ·
Qatar ·
Roemenië ·
Rusland ·
San Marino ·
Saoedi-Arabië ·
Schotland ·
Servië ·
Slowakije ·
Sovjet-Unie ·
Spanje ·
Trinidad en Tobago ·
Tsjechië ·
Tsjecho-Slowakije ·
Tunesië ·
Turkije ·
Uruguay ·
Verenigde Staten ·
Wales ·
Wit-Rusland ·
Zuid-Afrika ·
Zweden ·
Zwitserland
België (2016) · 
Italië (2012) · 
Kroatië (2012) · 
Spanje (2012) · 
Zweden (2016)
AFC-zone: Afghanistan · Australië · Bahrein · Bangladesh · Bhutan · Brunei · Cambodja · China · Filipijnen · Guam · Hongkong · India · Indonesië · Iran · Irak · Japan · Jemen · Jordanië · Koeweit · Kirgizië · Laos · Libanon · Macau · Maleisië · Maldiven · Mongolië · Myanmar · Nepal · Noord-Korea · Oezbekistan · Oman · Oost-Timor · Pakistan · Palestina · Qatar · Saoedi-Arabië · Singapore · Sri Lanka · Syrië · Tadzjikistan · Taiwan · Thailand · Turkmenistan · Verenigde Arabische Emiraten · Vietnam · Zuid-Korea

CAF-zone: Algerije · Angola · Benin · Botswana · Burkina Faso · Burundi · Centraal-Afrikaanse Republiek · Comoren · Congo-Brazzaville · Congo-Kinshasa · Djibouti · Egypte · Equatoriaal-Guinea · Eritrea · Ethiopië · Gabon · Gambia · Ghana · Guinee · Guinee-Bissau · Ivoorkust · Kaapverdië · Kameroen · Kenia · Lesotho · Liberia · Libië · Madagaskar · Malawi · Mali  ·Mauritanië · Mauritius · Marokko · Mozambique · Namibië · Niger · Nigeria · Oeganda · Rwanda · Sao Tomé en Principe · Senegal · Seychellen · Sierra Leone · Soedan · Somalië · Swaziland · Tanzania · Togo · Tsjaad · Tunesië · Zambia · Zimbabwe · Zuid-Afrika

CONCACAF-zone: Amerikaanse Maagdeneilanden · Anguilla · Antigua en Barbuda · Aruba · Bahama's · Barbados · Belize · Bermuda · Britse Maagdeneilanden · Canada · Kaaimaneilanden · Costa Rica · Cuba · Dominica · Dominicaanse Republiek · El Salvador · Frans Guyana · Grenada · Guadeloupe · Guatemala · Guyana · Haïti · Honduras · Jamaica · Martinique · Mexico · Montserrat · 
Nicaragua · Panama · Puerto Rico · Saint Kitts en Nevis · Saint Lucia · Saint Vincent en de Grenadines · Sint Maarten · Suriname · Trinidad en Tobago · Turks- en Caicoseilanden · Verenigde Staten

CONMEBOL-zone: Argentinië · Bolivia · Brazilië · Chili · Colombia · Ecuador · Paraguay · Peru · Uruguay · Venezuela

OFC-zone: Amerikaans-Samoa · Cookeilanden · Fiji · Nieuw-Caledonië · Nieuw-Zeeland · Papoea-Nieuw-Guinea · Samoa · Salomoneilanden · Tahiti · Tonga · Vanuatu

UEFA-zone: Albanië · Andorra · Armenië · Azerbeidzjan · België · Bosnië en Herzegovina · Bulgarije · Cyprus · Denemarken · Duitsland · Engeland · Estland · Faeröer · Finland · Frankrijk · Georgië · Griekenland · Hongarije · IJsland · Ierland · Israël · Italië · Kazachstan · Kroatië · Letland · Liechtenstein · Litouwen · Luxemburg · Macedonië · Malta · Moldavië · Montenegro · Nederland · Noord-Ierland · Noorwegen · Oekraïne · Oostenrijk · Polen · Portugal · Roemenië · Rusland · San Marino · Schotland · Servië · Servië en Montenegro · Slovenië · Slowakije · Spanje · Tsjechië · Turkije · Wales · Wit-Rusland · Zweden · Zwitserland